# Bronisław Dutka
Bronisław Dutka (ur. 15 sierpnia 1957 w Pisarzowej) – polski polityk, samorządowiec, poseł na Sejm I, IV, V i VI kadencji.

## Życiorys
Ukończył studia na Wydziale Ogólno-Rolniczym Akademii Rolniczej w Krakowie (na kierunku ekonomika i organizacja rolnictwa), uzyskując tytuł zawodowy magistra inżyniera rolnictwa. Od 1983 do 1989 pracował w Ośrodku Doradztwa Rolniczego w Limanowej. Następnie przez rok pełnił funkcję naczelnika miasta i gminy Limanowa. W latach 1990–1992 był burmistrzem miasta Limanowa, a od 1992 do 2001 wójtem gminy Limanowa. W 1987 został wiceprezesem zarządu wojewódzkiego Zjednoczonego Stronnictwa Ludowego. W 1992 wstąpił do Ochotniczej Straży Pożarnej w Pisarzowej.
W latach 1991–1993 pierwszy raz pełnił funkcję posła na Sejm z listy Polskiego Stronnictwa Ludowego. Nie uzyskiwał mandatu w 1993 i 1997. Ponownie był wybierany w 2001 i 2005. W wyborach parlamentarnych w 2007 po raz czwarty dostał się do Sejmu, otrzymując w okręgu nowosądeckim 8764 głosy. W 2011 nie uzyskał reelekcji. Został następnie powołany na dyrektora Małopolskiego Ośrodka Doradztwa Rolniczego w Karniowicach. W 2014 bez powodzenia kandydował do Parlamentu Europejskiego, a w 2014 i 2018 do rady powiatu limanowskiego. W 2015 ponownie ubiegał się o mandat poselski z ramienia PSL, a w 2019 kandydował do Senatu. W 2024 wystartował natomiast do Sejmiku Województwa Małopolskiego.
W 2015 został odznaczony Odznaką Honorową za Zasługi dla Samorządu Terytorialnego.